# Xác định niên đại bằng amino acid
Xác định niên đại bằng amino acid là kỹ thuật xác định niên đại dựa trên những thay đổi trong phân tử amino acid theo thời gian trôi qua kể từ khi chúng được hình thành. Phương pháp được sử dụng để ước tính tuổi tuyệt đối của mẫu vật trong cổ sinh vật học, cổ sinh vật học phân tử, khảo cổ học, khoa học pháp y, mồ học, địa chất trầm tích và các lĩnh vực khác.
Phương pháp dựa trên hiện tượng tất cả các mô sinh học đều chứa amino acid. Ngoại trừ glycin (amino acid đơn giản nhất) tất cả các amino acid đều có hoạt tính quang học, có tâm lập thể ở nguyên tử α-C của chúng. Điều này có nghĩa là amino acid có thể có hai cấu hình khác nhau, "D" hoặc "L" là hình ảnh phản chiếu của nhau. Trừ một số ngoại lệ quan trọng, các sinh vật sống duy trì tất cả các amino acid của chúng ở cấu hình "L". Khi một sinh vật chết đi, quá trình kiểm soát cấu hình của các amino acid không còn nữa, và tỷ lệ D trên L chuyển từ giá trị gần 0 sang giá trị cân bằng gần 1, một quá trình được gọi là cân bằng (tiếng Anh: racemization). Do đó, việc đo tỷ lệ D trên L trong một mẫu cho phép người ta ước tính được mẫu đã chết cách đây bao lâu.
Vì quá trình cân bằng phụ thuộc nhiều vào nhiệt độ, nên niên đại xác định là đáng tin cậy nếu hóa thạch được tiếp xúc với nhiệt độ ổn định. Gới hạn trên của tuổi có thể xác định là khoảng 100.000 năm, và ở các vùng lạnh giá là hơn 1 triệu năm một chút.